# Lotniskowce typu Invincible

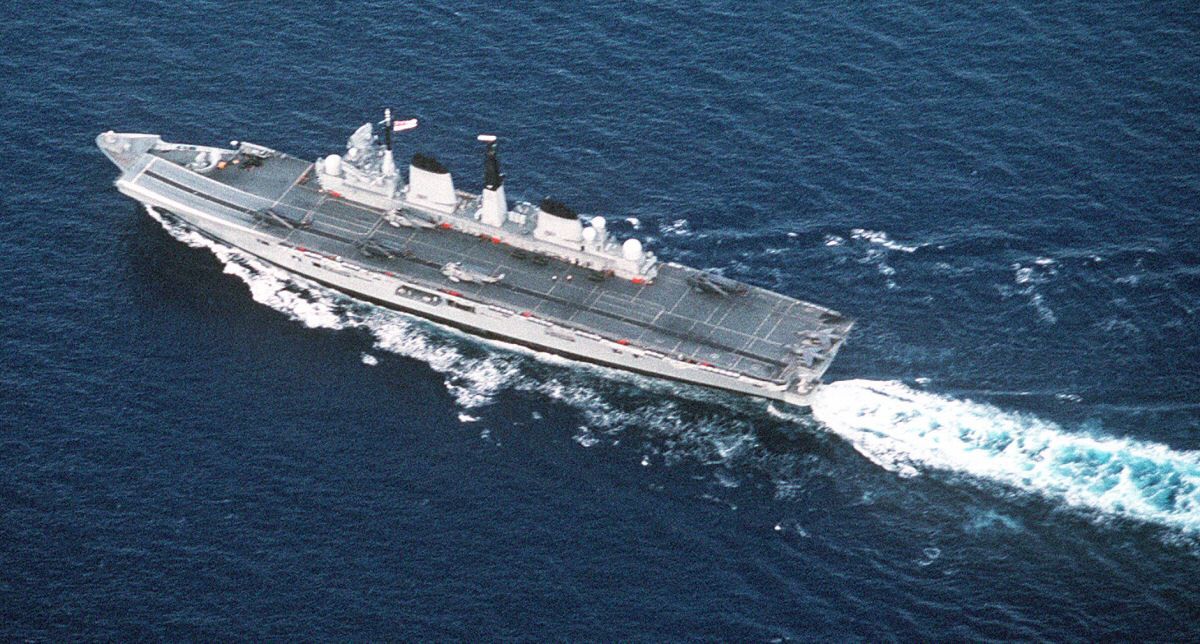
HMS „Invincible” w 1991

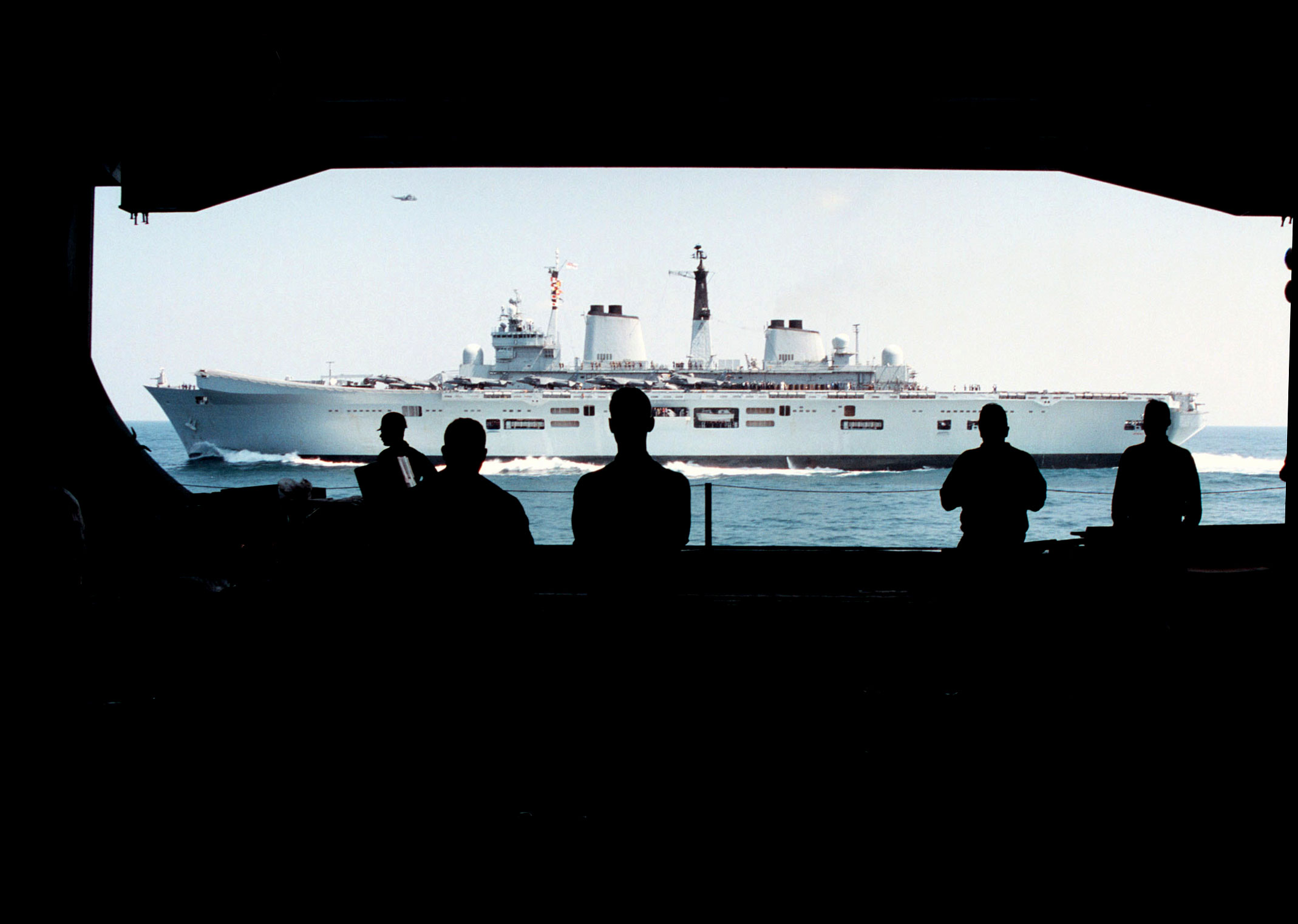
HMS „Invincible”, 1988

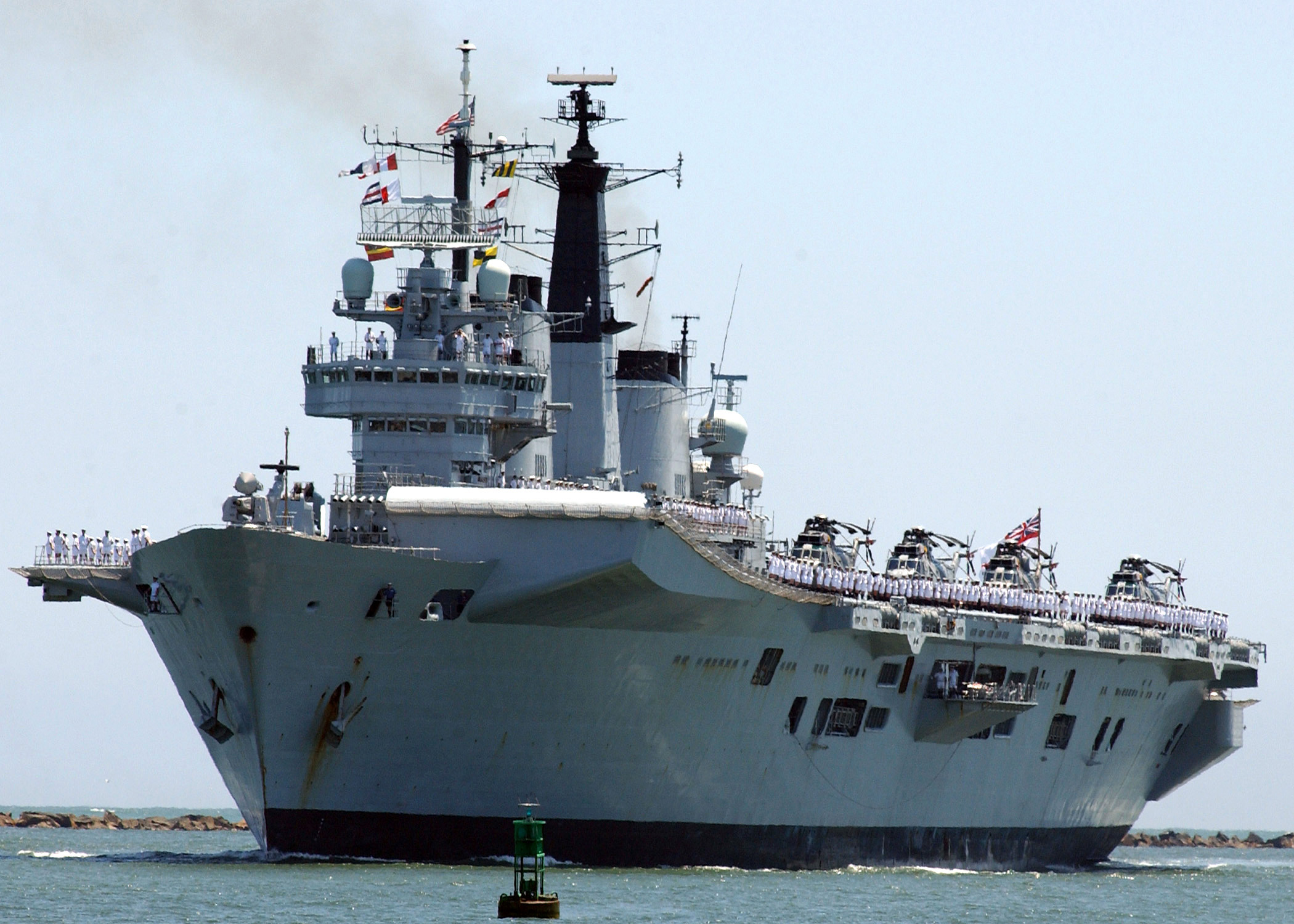
HMS „Invincible” w 2004, po modernizacjach (na dziobie widoczny zestaw Goalkeeper)

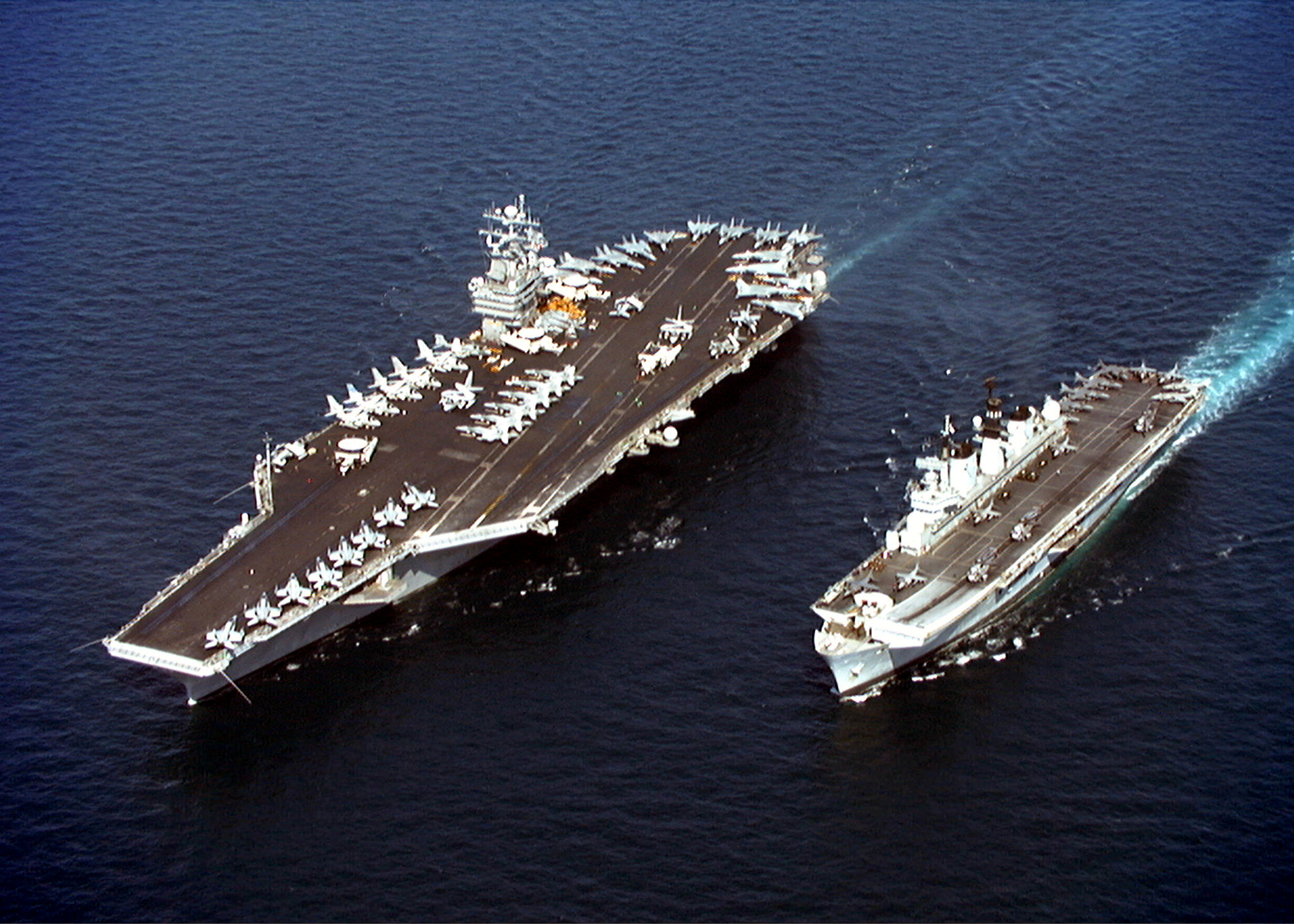
HMS „Illustrious” wraz z amerykańskim lotniskowcem atomowym USS „John C. Stennis” typu Nimitz (widoczna różnica w rozmiarach między klasycznym i atomowym lotniskowcem)

Lotniskowce typu Invincible – brytyjskie lekkie lotniskowce, które zaczęły wchodzić do służby w 1980. Dla Royal Navy zbudowano trzy okręty tego typu, które przeznaczone są głównie dla samolotów pionowego i krótkiego startu i lądowania (V/STOL). Były to najnowsze brytyjskie lotniskowce, z których najdłużej w służbie pozostawał HMS „Illustrious” (wykorzystywany również jako śmigłowcowiec). Główny okręt – HMS „Invincible” został w 2005 wycofany do rezerwy i zezłomowany w 2011 w Turcji, HMS „Ark Royal” wycofano ze służby 11 marca 2011 i rok później sprzedano na złom, ten sam los spotkał HMS „Illustrious” w 2014 roku.

## Historia
Protoplastą typu Invincible był projektowany dla marynarki brytyjskiej lotniskowiec eskortowy do zwalczania okrętów podwodnych, o wyporności 12 500 ton, z dwoma katapultami, będący uzupełnieniem większego projektowanego lotniskowca CVA-01. Projekt CVA-01 został jednak anulowany w 1966, a lotniskowiec eskortowy przeprojektowano na krążownik zwalczania okrętów podwodnych, z 6 śmigłowcami i możliwościami używania jako okręt dowodzenia. Później postanowiono zwiększyć ilość śmigłowców do 9 i wyporność do 19 500 ton. Z ostrożności, aby uzyskać akceptację polityków dla projektu, Royal Navy przemianowała projektowane lotniskowce na „krążowniki z ciągłym pokładem lotniczym” (through-deck cruiser), ponieważ anulowanie projektu CVA miało oznaczać zrezygnowanie z budowy drogich lotniskowców na dobre. Jednak udane próby samolotu pionowego i krótkiego startu i lądowania (V/STOL) Harrier spowodowały powrót do koncepcji małego lotniskowca. Nowo projektowane lotniskowce typu Invincible miały teraz przenosić Hariery oraz śmigłowce.
| Nazwa (znak taktyczny) | Stocznia                    | Położenie stępki | Wodowanie   | Wejście do służby |
| ---------------------- | --------------------------- | ---------------- | ----------- | ----------------- |
| Invincible (R05)       | Vickers w Barrow-in-Furness | 20. 07. 1973     | 8. 05. 1977 | 11. 07. 1980      |
| Illustrious (R06)      | Swan Hunter                 | 7. 10. 1976      | 1. 12. 1981 | 20. 06. 1982      |
| Ark Royal (R07)        | Swan Hunter                 | 14. 12. 1978     | 2. 06. 1981 | 1. 11. 1985       |

## Uzbrojenie
Okręty uzbrojone były początkowo w dwa działka 20mm Oerlikon GAM-B01 oraz pociski woda-powietrze Sea Dart. Doświadczenia wojny falklandzkiej (1982) spowodowały, że dodano zestawy artyleryjskie obrony bezpośredniej (CIWS). „Illustrious” otrzymał nową broń chwilę przed wodowaniem, „Ark Royal” już od początku miał je w projekcie. „Invincible” i „Illustrious” zostały wyposażone w działka przeciwlotnicze 20 mm Vulcan Phalanx, które zostały następnie zastąpione przez trzy systemy 30 mm Goalkeeper. „Ark Royal” ma trzy systemy Phalanx. Okręty mają również środki walki radioelektronicznej. W czasie modernizacji pod koniec lat 90. zdemontowano z okrętów systemy Sea Dart, aby zwiększyć rozmiar pokładu lotniczego.

## Wojna o Falklandy
Do 1982 grupa lotnicza „Invicible” obejmowała helikoptery do zwalczania okrętów podwodnych Westland Sea King HAS1 oraz Sea Harriery FRS1, zwykle 9 Sea Kingów i 4 lub 5 Sea Harrierów. Związane to było z głównym celem lotniskowców – walką z flotą ZSRR, a dokładniej z okrętami podwodnymi (ZSRR dysponował niewielką liczbą okrętów nawodnych). Harriery były na pokładzie tylko w celu przechwycenia patrolu lotnictwa radzieckiego lub zniszczenia okrętu nawodnego, natomiast główną bronią lotniskowca „Invincible” były Sea Kingi.
Wojna falklandzka zmieniła wszystko i udowodniła, że Brytyjczycy potrzebują użycia siły lotniskowców w ich tradycyjnych zadaniach, czyli w zwalczaniu sił lądowych i floty nawodnej. Starszy, lecz większy lotniskowiec HMS „Hermes” przejął na siebie ciężar walki używając swych Harrierów w konfiguracji do zwalczania celów lądowych.
Po wojnie o Falklandy, typowa grupa lotnicza, na podstawie wyników analizy zmagań wojennych, zawierała 3 Sea Kingi AEW, 9 Sea Kingów HAS i 8 lub 9 Sea Harierów. Analiza wojny wykazała też konieczność modernizacji Harrierów, do większej skuteczności w działaniach myśliwskich. Skonstruowano więc Sea Hariera FA.2, który wszedł do służby w 1993 roku. Na jego pokładzie znajdował się jeden z najbardziej nowoczesnych radarów dopplerowskich – Blue Vixen, przenosił on też nowoczesne pociski AIM-120 AMRAAM.

## Modernizacje
Początkowo dwa pierwsze lotniskowce miały na końcu pokładu lotniczego na dziobie, po prawej stronie, niewielką rampę startową dla samolotów, wznoszącą się pod kątem 7°, nazwaną „skocznią” (ski-jump). Zastosowanie skoczni pozwalało na krótki start samolotów Sea Harrier z większą masą uzbrojenia, niż w przypadku krótkiego startu z płaskiego pokładu, a tym bardziej pionowego startu. „Ark Royal” otrzymał od początku rampę wznoszącą się pod kątem 12° i dłuższą o 12 m, co przedłużyło pokład lotniczy do 183 m. W latach 1986–1989 na „Invincible” i 1991-94 na „Illustrious” dokonano podobnej modernizacji, wymieniając przy tym artyleryjskie zestawy przeciwlotnicze Phalanx na Goalkeeper. W 1999 z okrętów zdjęto system rakiet przeciwlotniczych Sea Dart, co pozwoliło na przedłużenie pokładu lotniczego po prawej stronie na dziobie i zwiększenie miejsca na parkowanie samolotów. Magazyny pocisków systemu przeciwlotniczego zaadaptowano na zwiększenie ilości zabieranego uzbrojenia lotniczego. Uznano, że lotniskowce i tak operują z eskortą innych okrętów z uzbrojeniem przeciwlotniczym, a pozwoliło to na zwiększenie ich możliwości ofensywnych. Na uzbrojeniu okrętów pojawiły się nowe samoloty szturmowe Harrier GR7 i GR9 i śmigłowce Merlin. Stałe włączenie w skład grupy lotniczej samolotów Harrier GR7/9 sił powietrznych wynikało z doświadczeń działań nad byłą Jugosławią, kiedy okazało się, że armijne szturmowe Harriery mają lepsze zdolności atakowania celów lądowych, niż morskie wersje tych samolotów. Podczas niektórych misji polegających na wysadzeniu desantu, z pokładów lotniskowców operowały śmigłowce transportowe Chinook.
Przewidziane jest zastąpienie okrętów przez nowe, większe lotniskowce programu CVF, o wyporności ok. 60 000 t. W czerwcu 1998 roku HMS „Invincible” zawitał do portu w Gdyni.

## Dane taktyczno – techniczne
- wyporność:
  - standardowa: 16 256 t
  - pełna: 19 960 t (po modernizacjach 20 600 t)
- długość: 206,6 m
- długość na linii wodnej: 192,9 m
- szerokość maksymalna: 31,9 m
- szerokość na linii wodnej: 27,5 m
- zanurzenie: maks. 8,8 m
- napęd: 4 turbiny gazowe Rolls-Royce Olympus TM3B o mocy łącznej 94 000 KM (chwilowa 112 000 KM), 2 śruby
- prędkość: maks. 28 węzłów
- zasięg: 5000 mil morskich przy prędkości 18 w
- zapas paliwa: 3000 t
- załoga: 1100-1400

Uzbrojenie:
- podwójna wyrzutnia pocisków przeciwlotniczych średniego zasięgu GWS 30 Sea Dart, 36 pocisków
- 3 zestawy artyleryjskie obrony bezpośredniej 30 mm Goalkeeper („Ark Royal” – 20 mm Phalanx)
- 2 działka plot 20 mm GAM-B01

Grupa lotnicza
- do 21 samolotów i śmigłowców

## Dalsze projekty
Jako iż lekkie lotniskowce nie zapewniały odpowiedniego wsparcia dla Royal Navy, planowane jest wprowadzenie w ich miejsce nowych dużych uderzeniowych lotniskowców typu Queen Elizabeth o planowanej wyporności ok. 65 tys. ton. Grupa lotnicza składać będzie się z samolotów F-35B Lightning II.